# 기아 리오
기아 리오(Kia Rio)는 기아자동차에서 프라이드와 아벨라의 통합 후속 차종으로 출시한 전륜구동 소형차였다. 대한민국에서 2005년에 단종된 후에는 프라이드의 수출명으로 이용 중이다.

## 1세대(BC)

### 리오 (1999년11월~2002년8월)

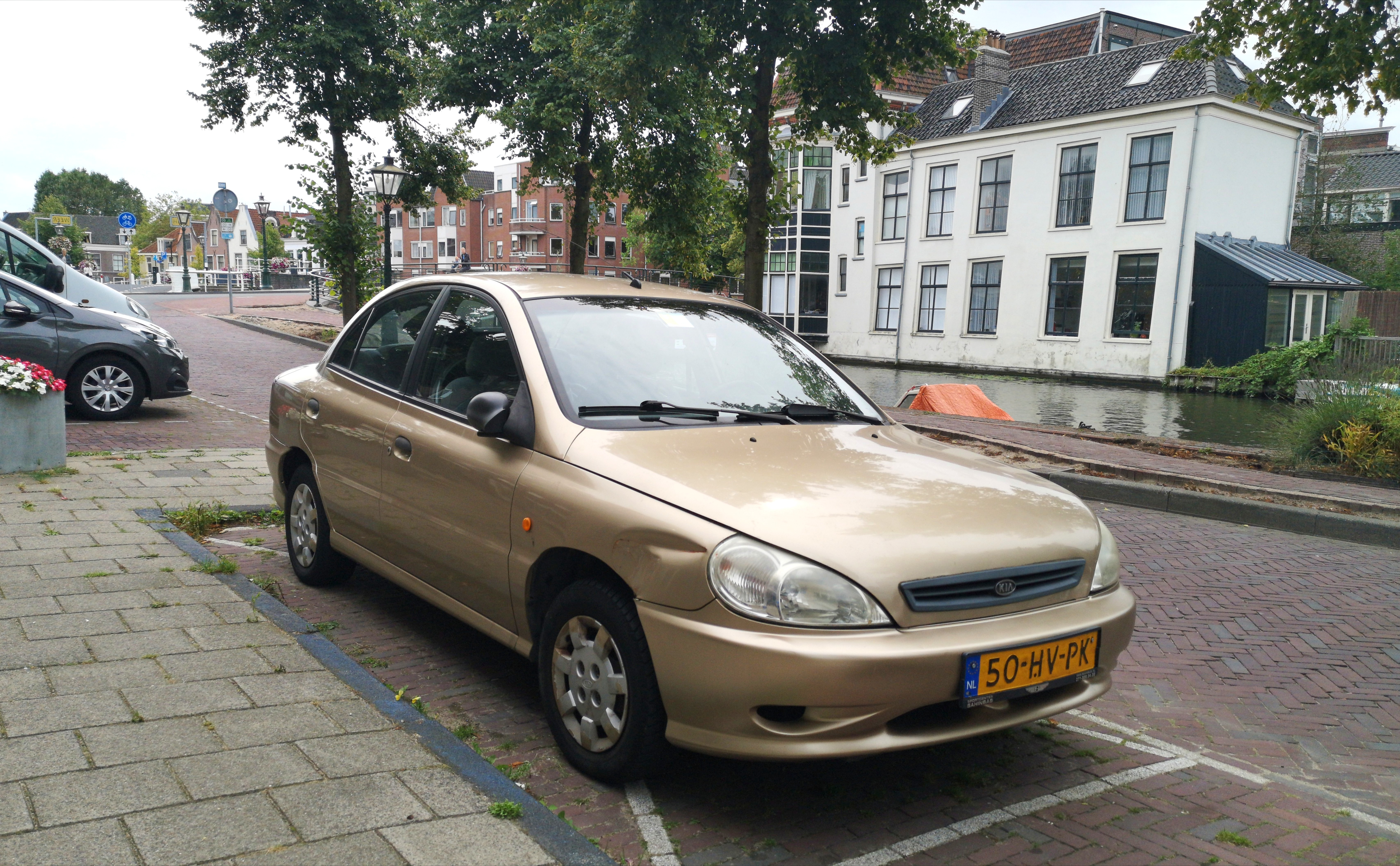
기아 리오 세단 정측면

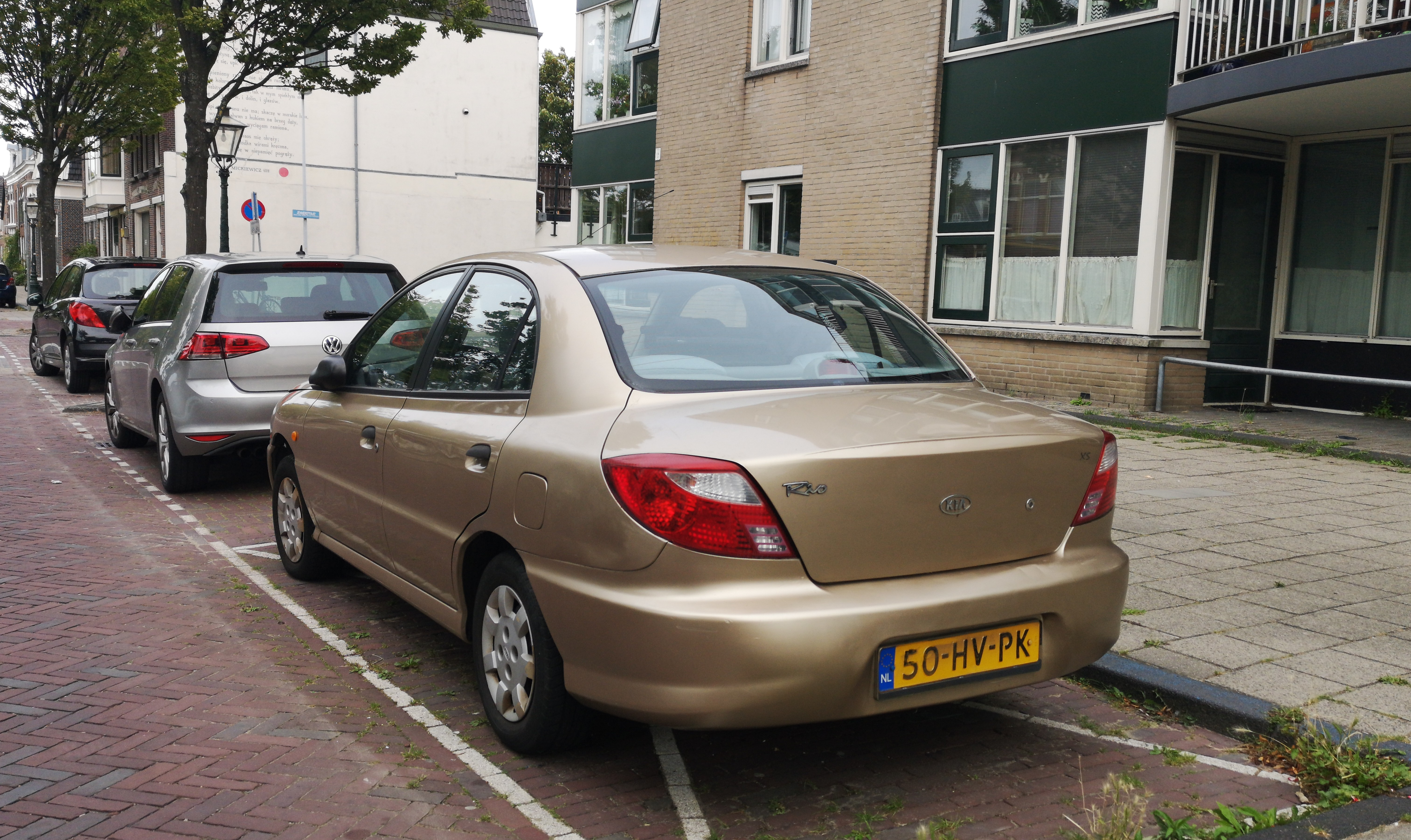
기아 리오 세단 후측면

1996년 9월에 콘셉트를 잡고, 이듬해인 1997년 2월에 프로젝트명 B-Ⅲ로 개발에 들어가 총 33개월의 개발 기간 동안 1,100억 원의 연구 개발 및 부품 구매비와 1,800억 원의 투자 비용이 든 큰 프로젝트가 이어졌다. 총 243대의 프로토타입을 만들어 테스트를 거쳤고, 글로벌 시장을 겨냥한 만큼 많은 차량의 벤치마킹을 했다. 세단은 엣지 스타일로 만들어졌고, 스테이션 왜건은 크로스오버 스타일로 만들어졌다. 대한민국에서는 1999년 11월 8일 소하동 공장에서 열린 보도 발표회 시기에 언론에 드러났고, 이틀 후인 11월 10일에 선보였다. 기존의 프라이드와 아벨라가 기아, 포드 모터 컴퍼니, 마쓰다의 합작으로 만들어진 모델인것과 달리 리오는 기아가 독자로 개발한 프라이드나 아벨라와는 확연히 다른 느낌을 강조한 21세기적인 디자인으로 탈바꿈을 했으나, 어정쩡한 디자인과 준중형차 수요의 증가에 따라 전작인 프라이드 1세대 정도의 인기를 누리진 못했다. 차명인 리오는 스페인어로 활기차다는 의미와 역동적이라는 의미를 지닌다. 바디 타입은 세단과 스테이션 왜건만 딱 2가지며, 스테이션 왜건은 RX-V (알엑스 파이브) 라는 서브 네임이 달렸다. 엔진은 1.3ℓ SOHC, 1.5ℓ SOHC, 1.5ℓ DOHC 등 3가지가 있었고, 2001년에 건설교통부(현 국토해양부)가 주관한 대한민국 소형차의 충돌 테스트에서 현대 베르나와 대우 라노스보다 높은 점수를 받았다.

#### 리오
- 전장(mm) : 4,215
- 전폭(mm) : 1,675
- 전고(mm) : 1,440
- 축거(mm) : 2,410
- 윤거(전, mm) : 1,430
- 윤거(후, mm) : 1,435
- 승차정원 : 5명
- 변속기 : 수동 5단/자동 4단

| 구분               | 1.3ℓ SOHC              | 1.5ℓ SOHC                             | 1.5ℓ DOHC                             |
| ------------------ | ---------------------- | ------------------------------------- | ------------------------------------- |
| 엔진 형식          | A3E                    | A5E                                   | A5D                                   |
| 연료               | 가솔린                 | 가솔린                                | 가솔린                                |
| 배기량(cc)         | 1,343                  | 1,493                                 | 1,493                                 |
| 최고출력(ps/rpm)   | 84/5,500               | 95/5,500 (이후 88/5,500으로 변경)     | 108/6,000 (이후 99/5,800으로 변경)    |
| 최대토크(kg*m/rpm) | 12.1/3,000             | 13.8/3,000 (이후 13.0/3,000으로 변경) | 14.3/4,500 (이후 13.8/4,500으로 변경) |
| 연비(km/l)         | 17.8(수동)/ 15.7(자동) | 16.9(수동)/ 14.5(자동)                | 16.2(수동)/ 14.4(자동)                |

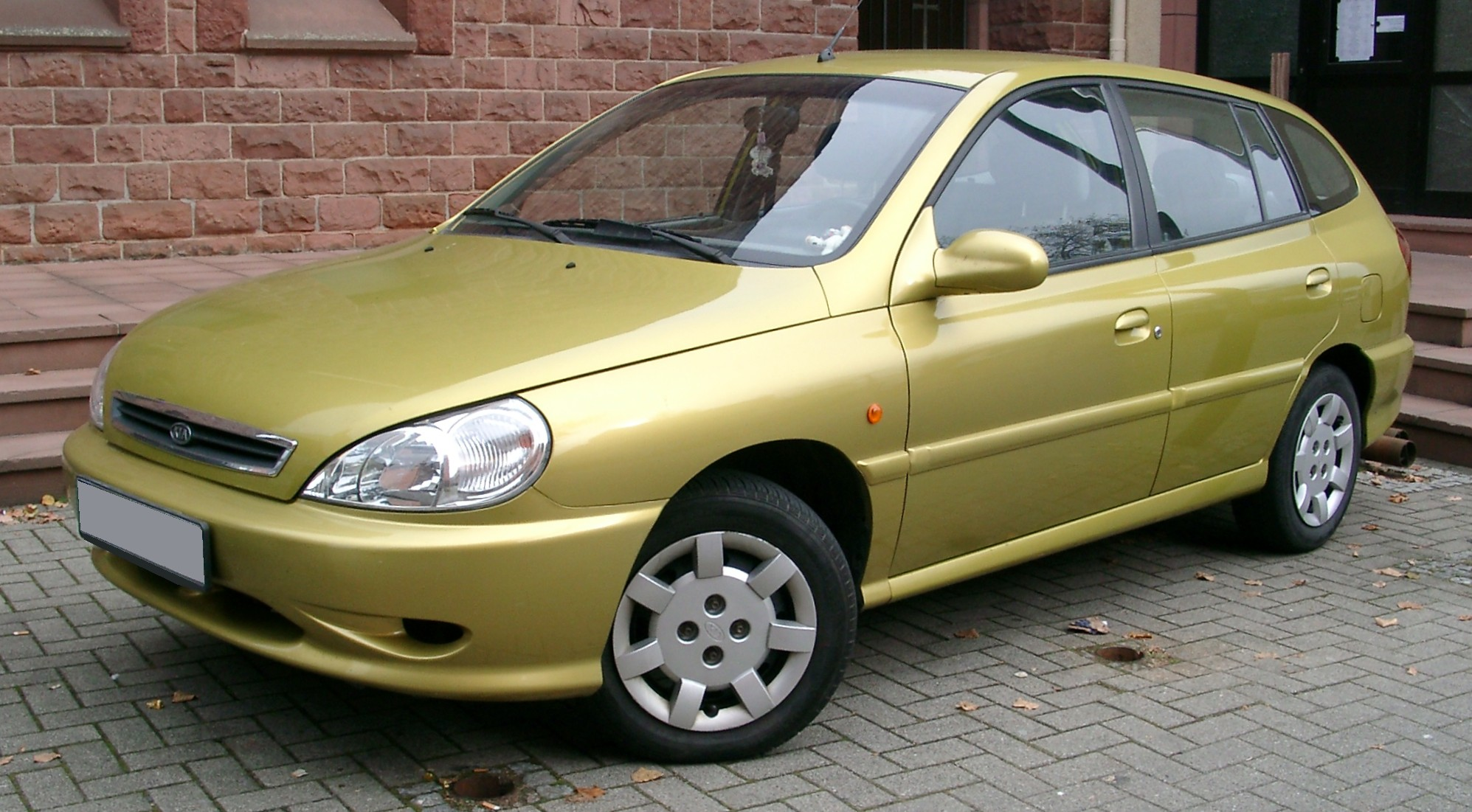
기아 리오 RX-V (왜건) 정측면
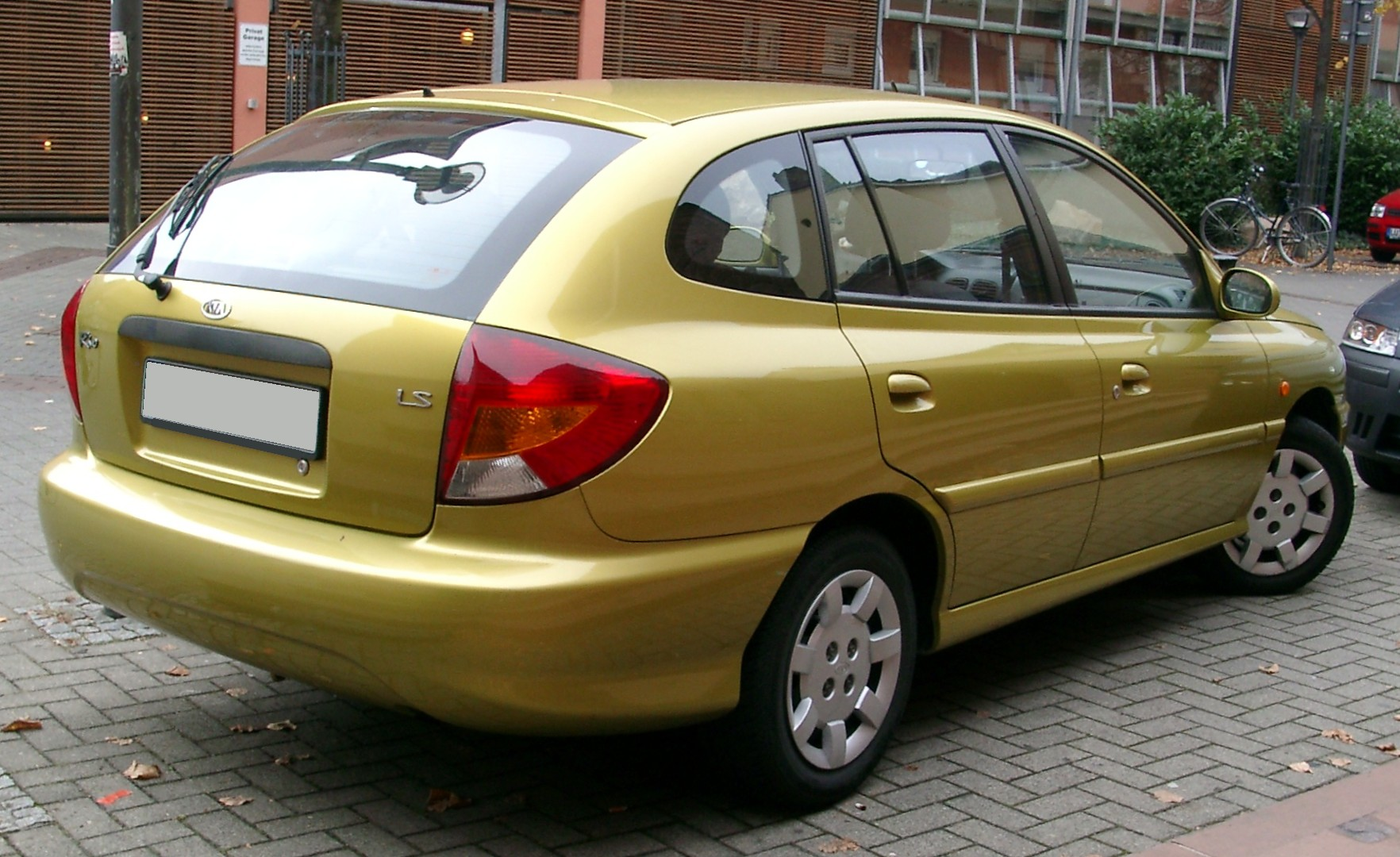
기아 리오 RX-V (왜건) 후측면

### 리오 SF (2002년8월~2005년4월)

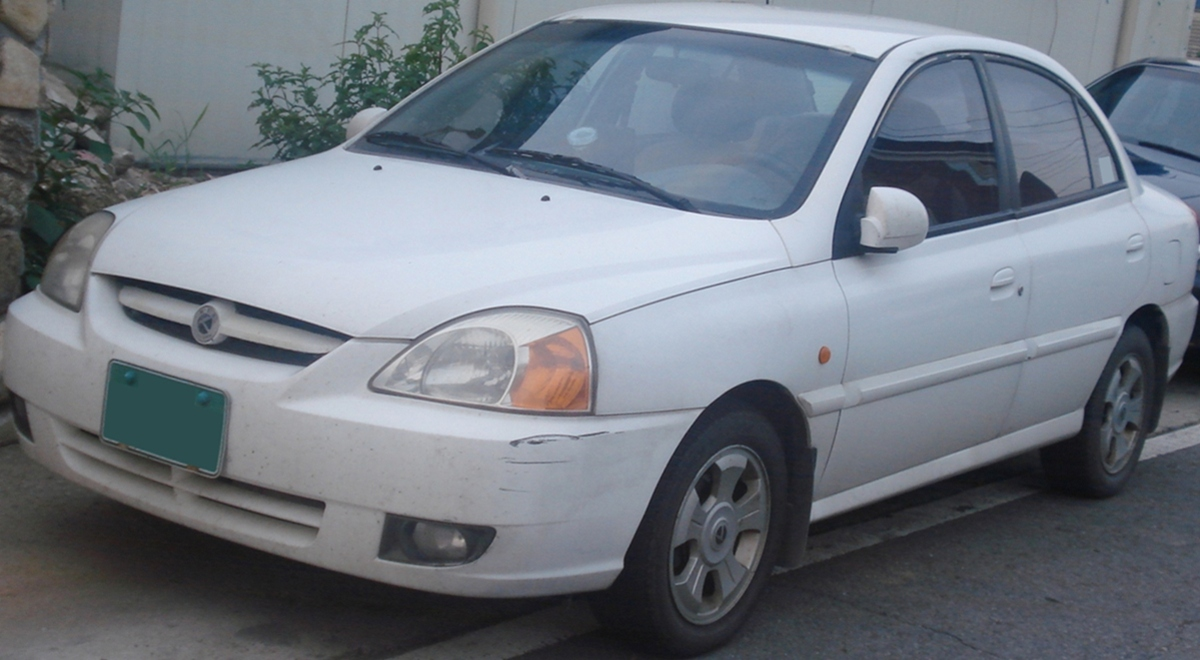
기아 리오 SF (전기형 세단) 정측면

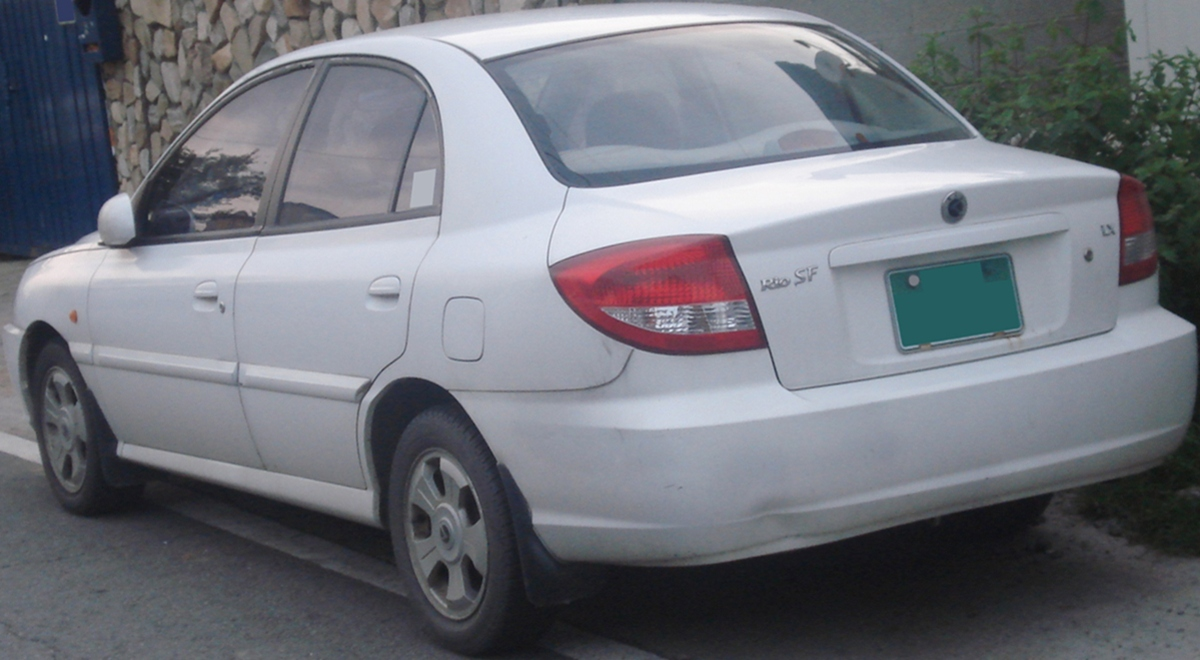
기아 리오 SF (전기형 세단) 후측면

2002년 8월 6일에는 페이스리프트를 거친 리오 SF가 나왔다. 서브 네임인 SF는 미래 지향적인 소형차라는 의미(Science Fiction)와 소형차 중 최고의 안전성이 있다는 의미(Safety First)를 갖고 있다. 번호판의 위치는 범퍼에서 트렁크로 옮겨졌다. 리오 SF의 스테이션 왜건은 RX-V라는 서브 네임 없이 그냥 5도어로 불렸다. 기존보다 개선된 디자인에도 불구하고 여전히 판매량은 바닥을 쳤다. 2004년 4월 12일에는 2005년형이 나왔다.
2005년 4월에 후속 차종인 프라이드 (JB)가 나오며 단종이 됐다. 단종 이후 리오의 이름은 프라이드의 수출명으로 쓰이는 중이다.

#### 리오 SF
- 전장(mm) : 4,240
- 전폭(mm) : 1,680
- 전고(mm) : 1,435
- 축거(mm) : 2,410
- 윤거(전, mm) : 1,430
- 윤거(후, mm) : 1,435
- 승차정원 : 5명
- 변속기 : 수동 5단/자동 4단

| 구분               | 1.3ℓ SOHC                                                     | 1.5ℓ SOHC                                                     | 1.5ℓ DOHC                                                     |
| ------------------ | ------------------------------------------------------------- | ------------------------------------------------------------- | ------------------------------------------------------------- |
| 엔진 형식          | A3E                                                           | A5E                                                           | A5D                                                           |
| 연료               | 가솔린                                                        | 가솔린                                                        | 가솔린                                                        |
| 배기량(cc)         | 1,343                                                         | 1,493                                                         | 1,493                                                         |
| 최고출력(ps/rpm)   | 84/5,500                                                      | 88/5,500                                                      | 99/5,800                                                      |
| 최대토크(kg*m/rpm) | 12.1/3,000                                                    | 13.0/3,000                                                    | 13.8/4,500                                                    |
| 연비(km/l)         | 17.8(수동)/ 15.7(자동) (이후 15.4(수동)/ 13.2(자동)으로 변경) | 16.9(수동)/ 14.5(자동) (이후 14.4(수동)/ 12.3(자동)으로 변경) | 16.2(수동)/ 14.4(자동) (이후 14.0(수동)/ 12.3(자동)으로 변경) |

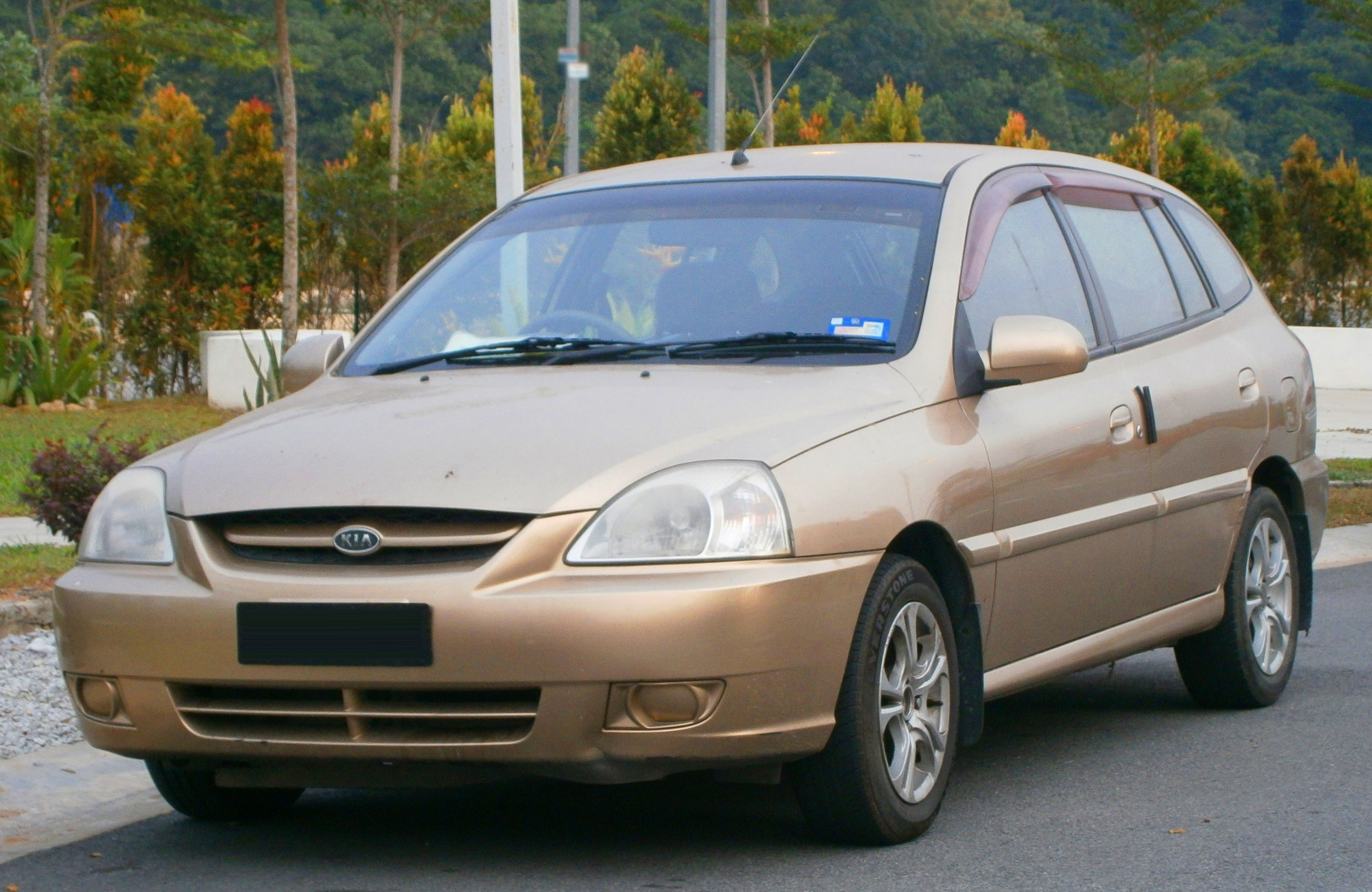
기아 리오 SF (후기형 왜건) 정측면
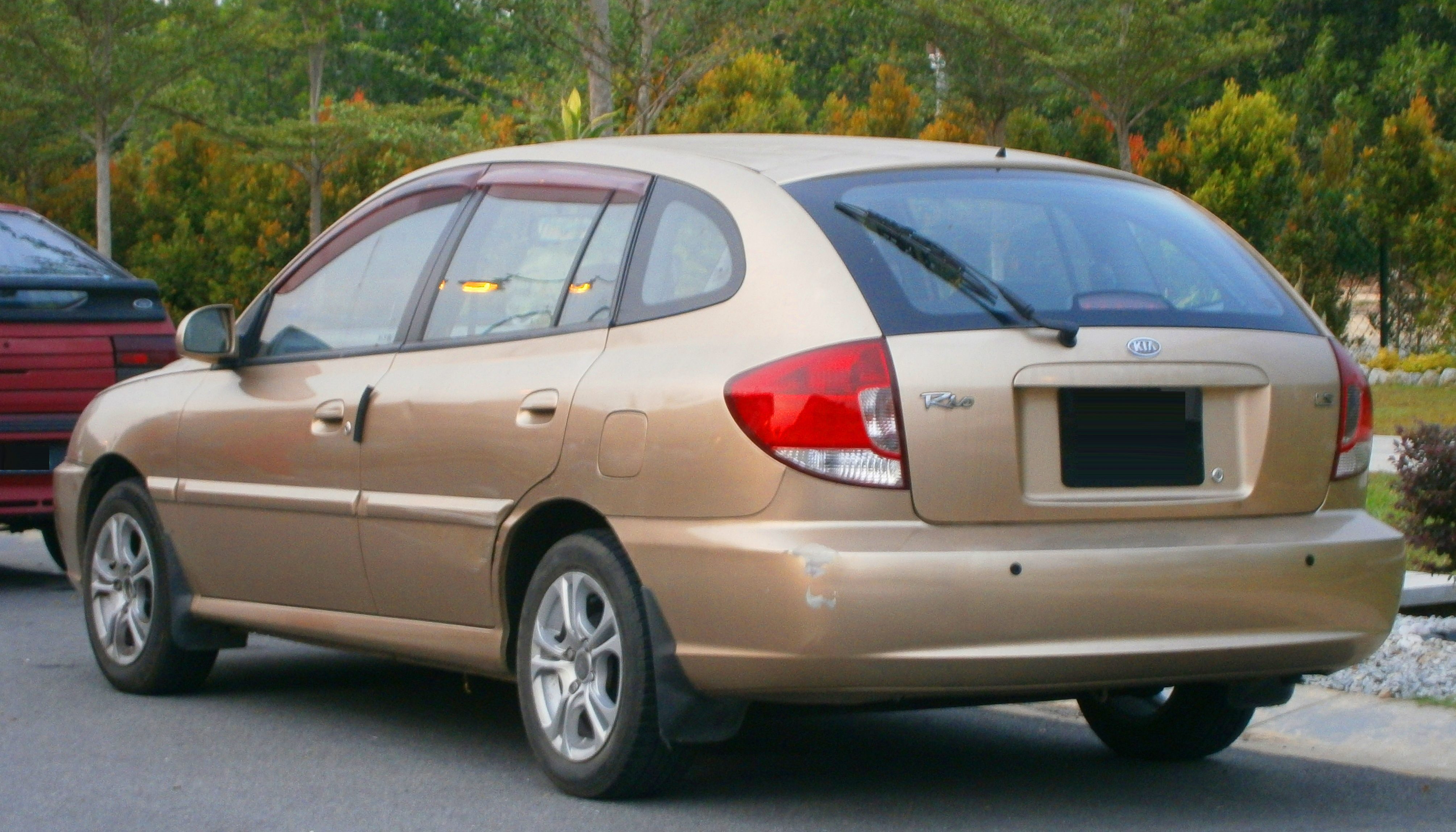
기아 리오 SF (후기형 왜건) 후측면

## 2세대(YB)
2016년에 파리 모터쇼에서 공개되었다. 경기도 광명시 소하동 공장(오토랜드 광명)과 멕시코 누에보레온주 페스케리아에 있는 기아자동차 현지공장에서 생산한다.
대한민국에서도 4세대 프라이드로 출시를 추진했으나, 대한민국 내수 소형차 시장이 점점 축소됨에 따라 출시를 백지화하고 같은 플랫폼을 공용하는 크로스오버 해치백인 스토닉을 출시했다. 하지만 스토닉도 판매 부진으로 2020년 9월 27일에 대한민국 내수 판매가 중지되어 리오(프라이드)와 스토닉은 모두 수출용으로만 생산 중이다.
2020년에 마이너 체인지를 거쳤다.
2023년에 유럽 시장에서는 판매가 중지되고, 스토닉이 대체한다.

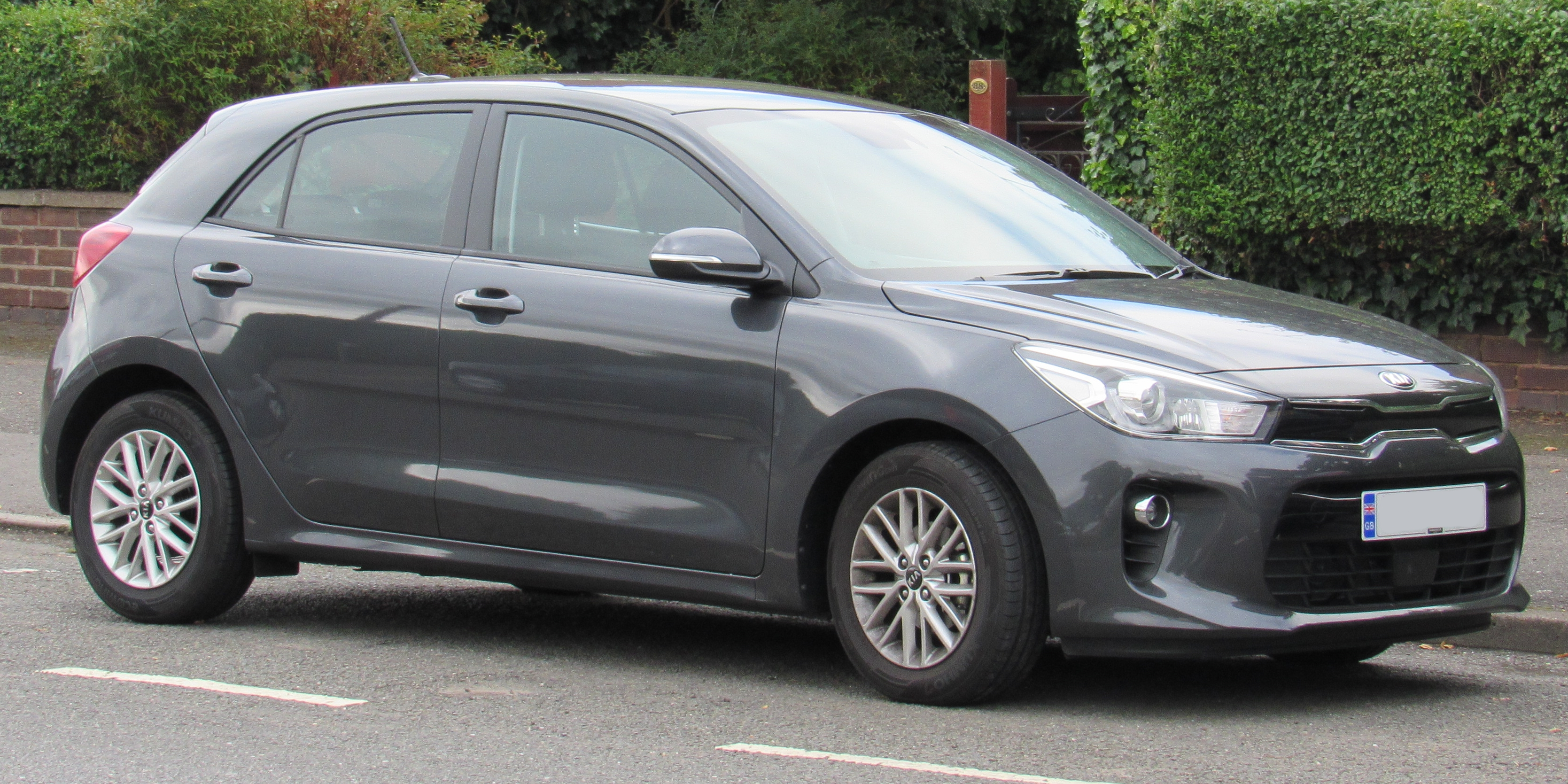
기아 리오 (전기형, 해치백) 정측면
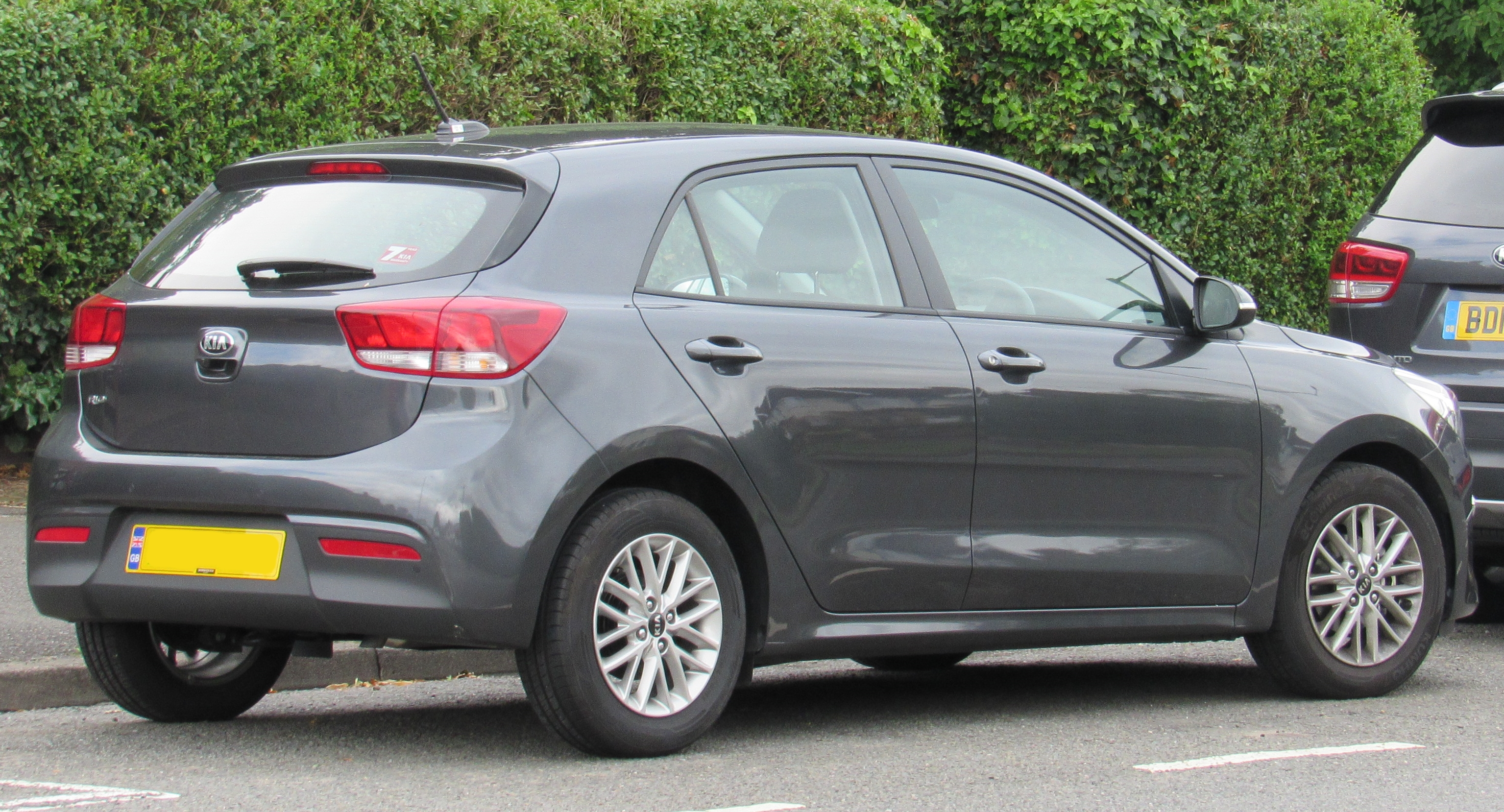
기아 리오 (전기형, 해치백) 후측면
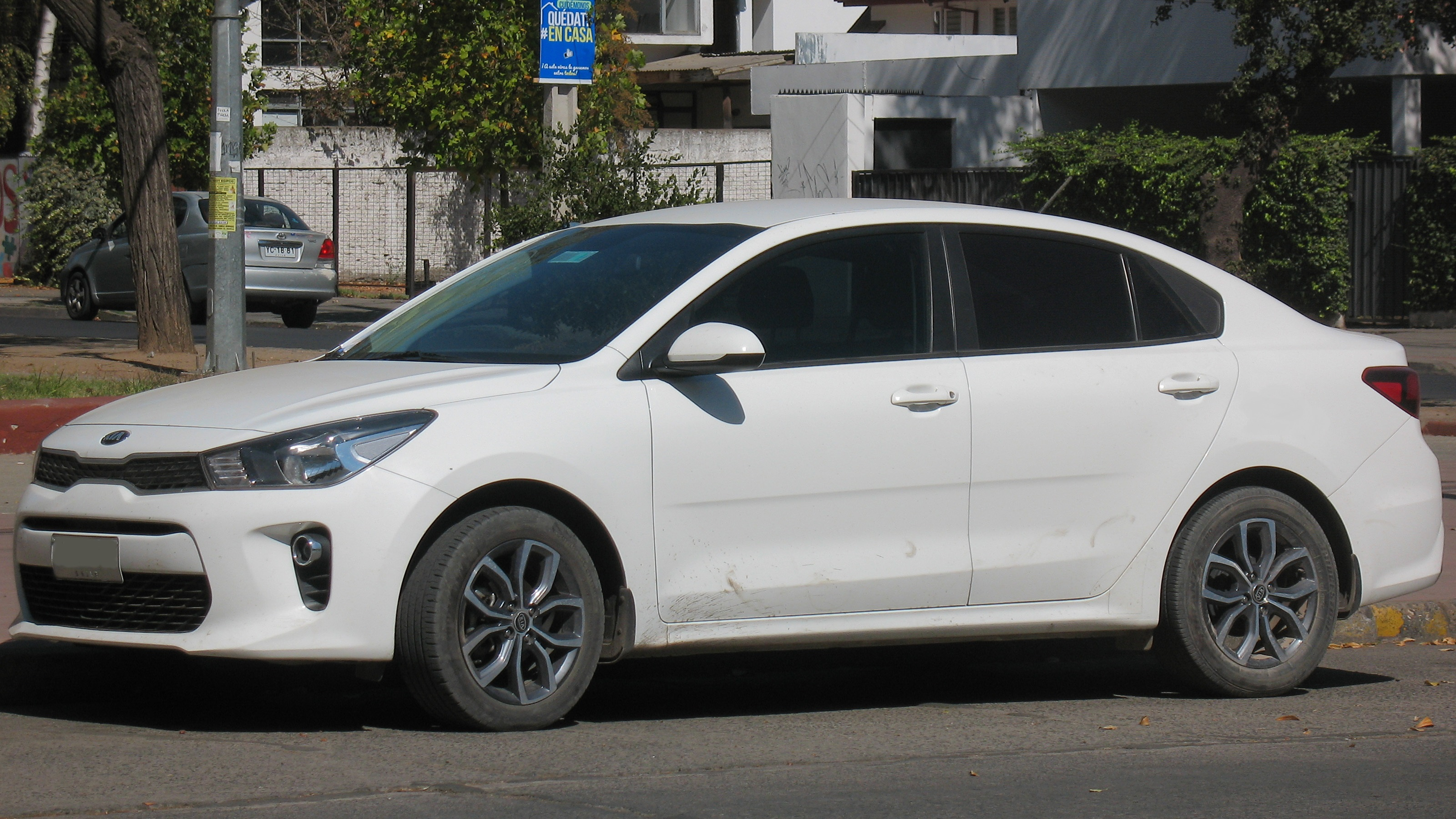
기아 리오 (전기형, 세단) 정측면
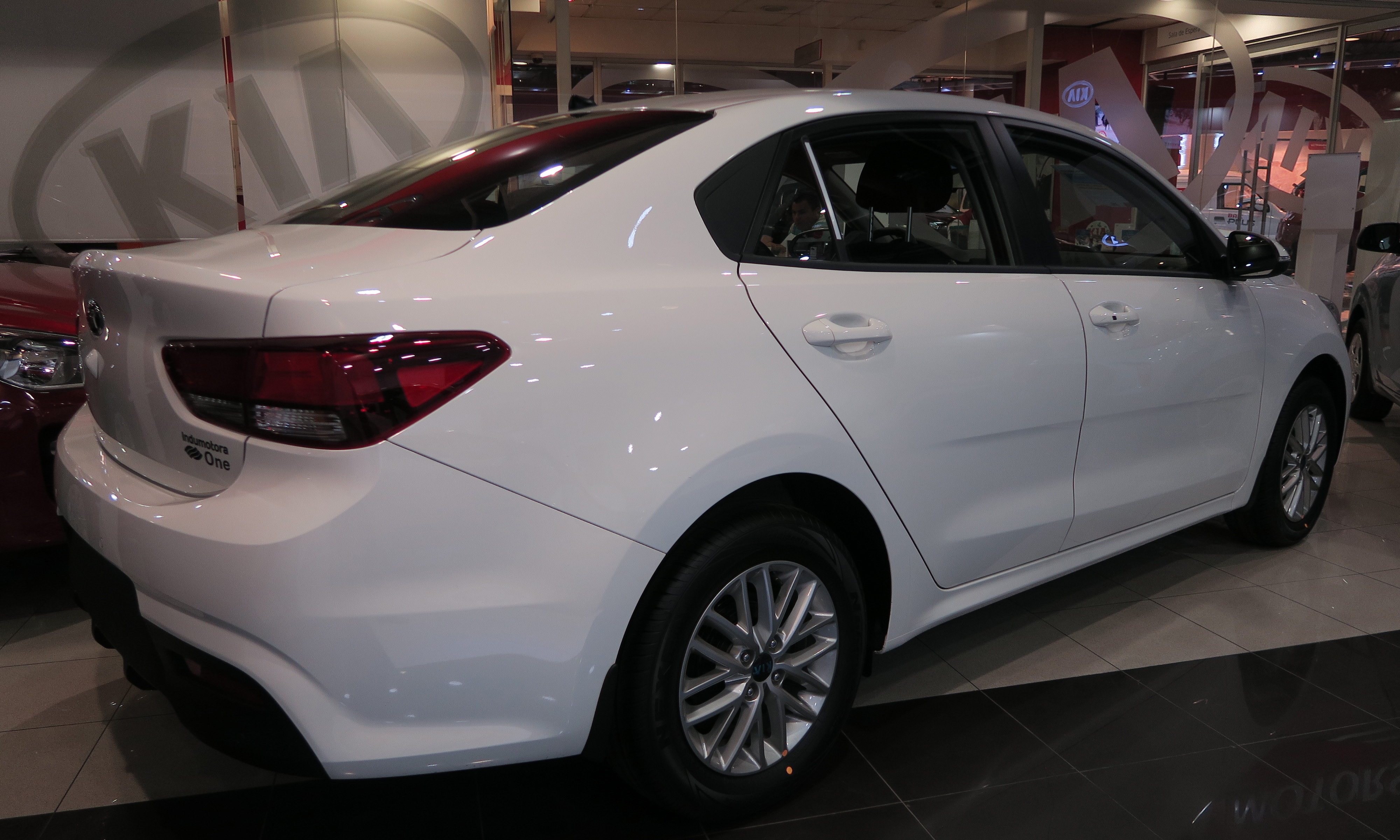
기아 리오 (전기형, 세단) 후측면
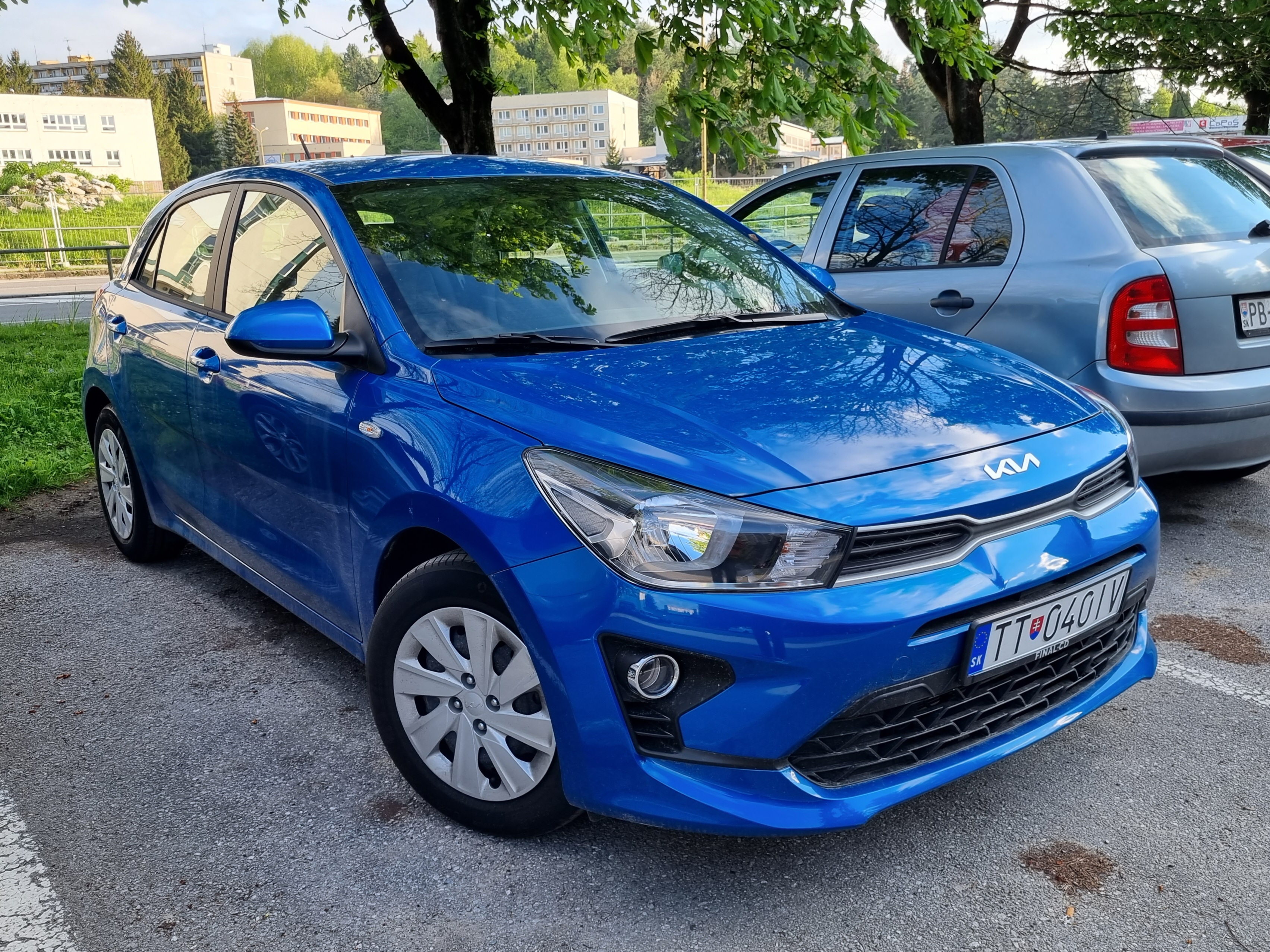
기아 리오 (후기형, 해치백) 정측면
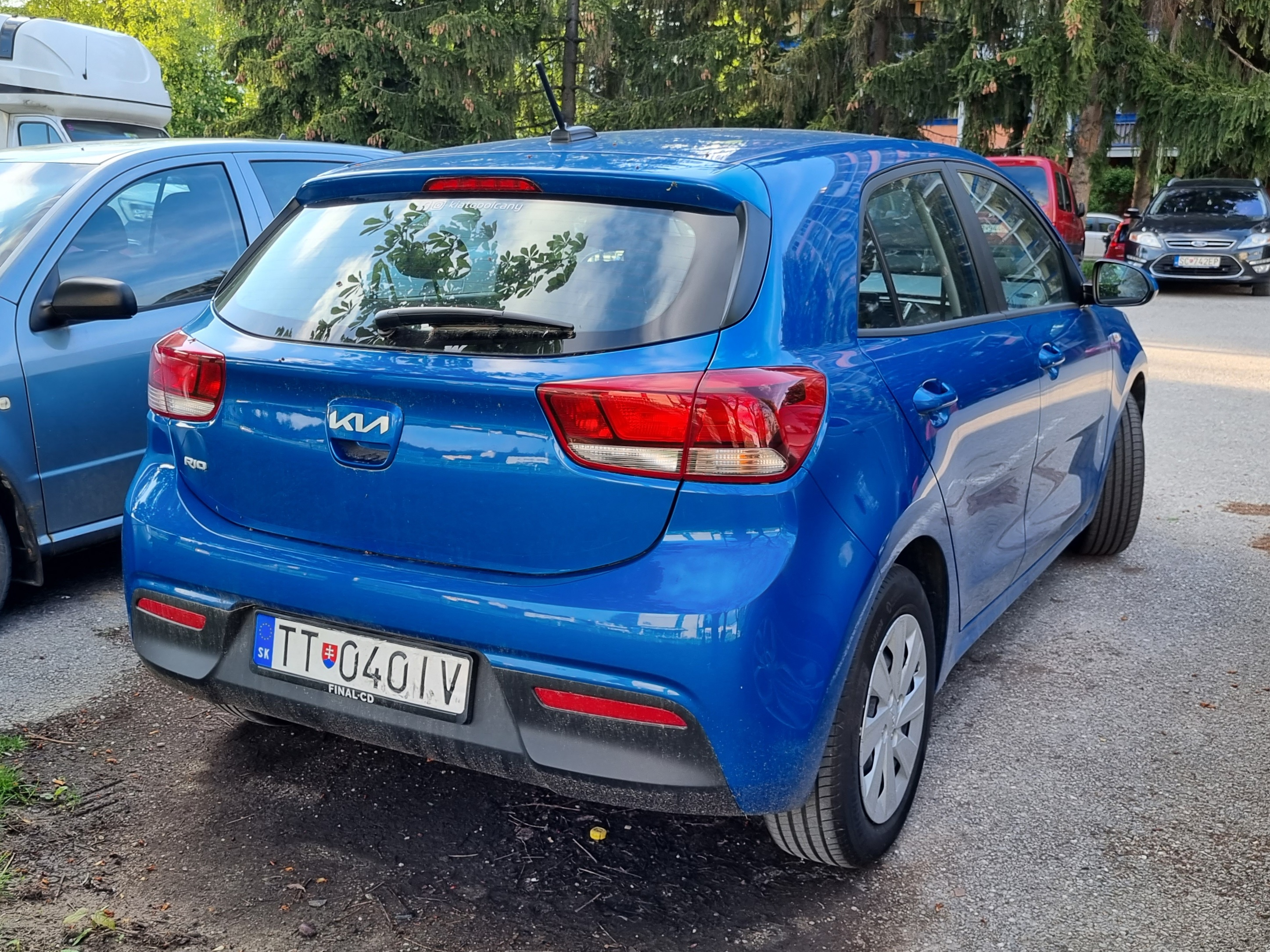
기아 리오 (후기형, 해치백) 후측면
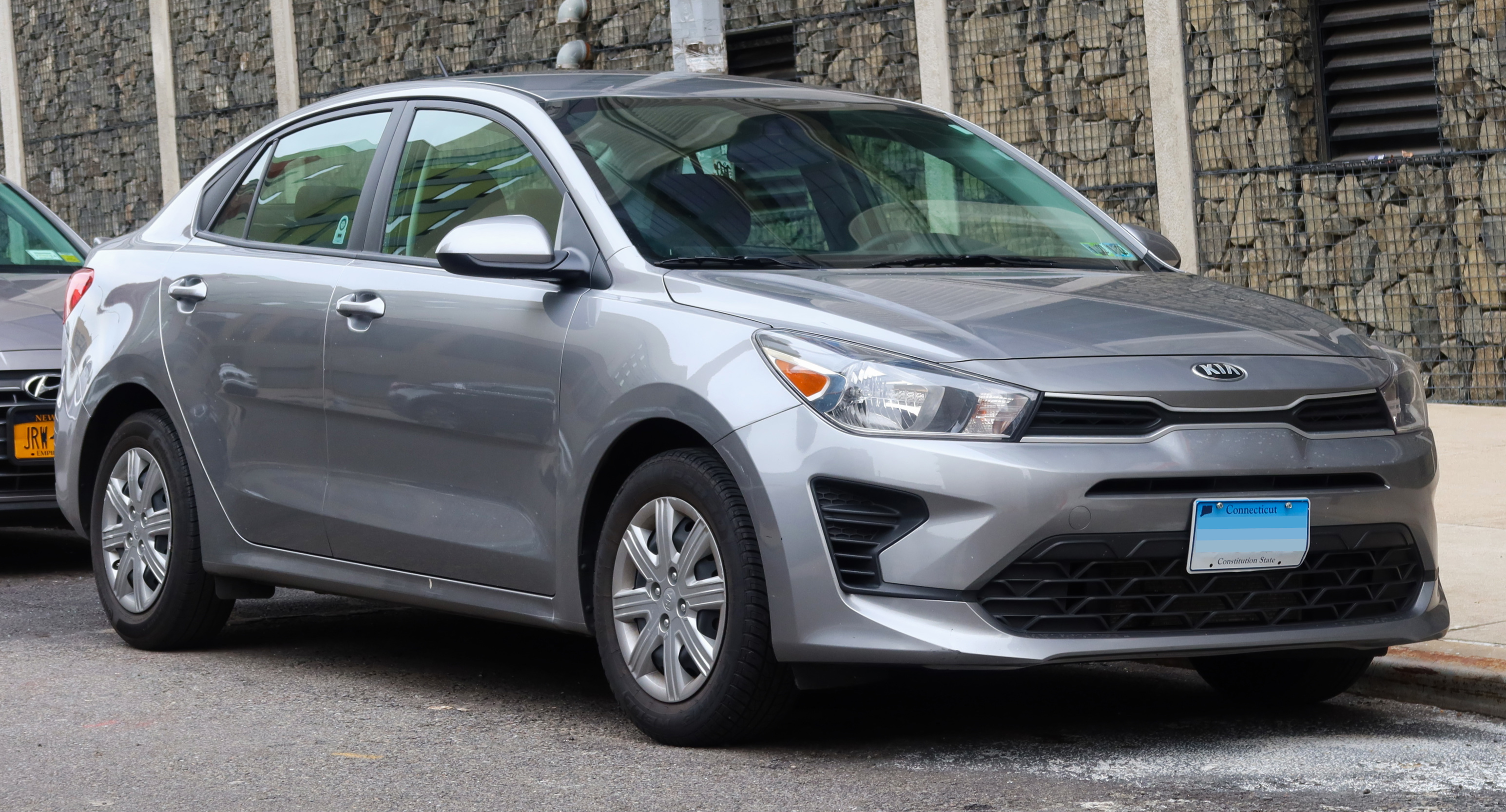
기아 리오 (후기형, 세단) 정측면
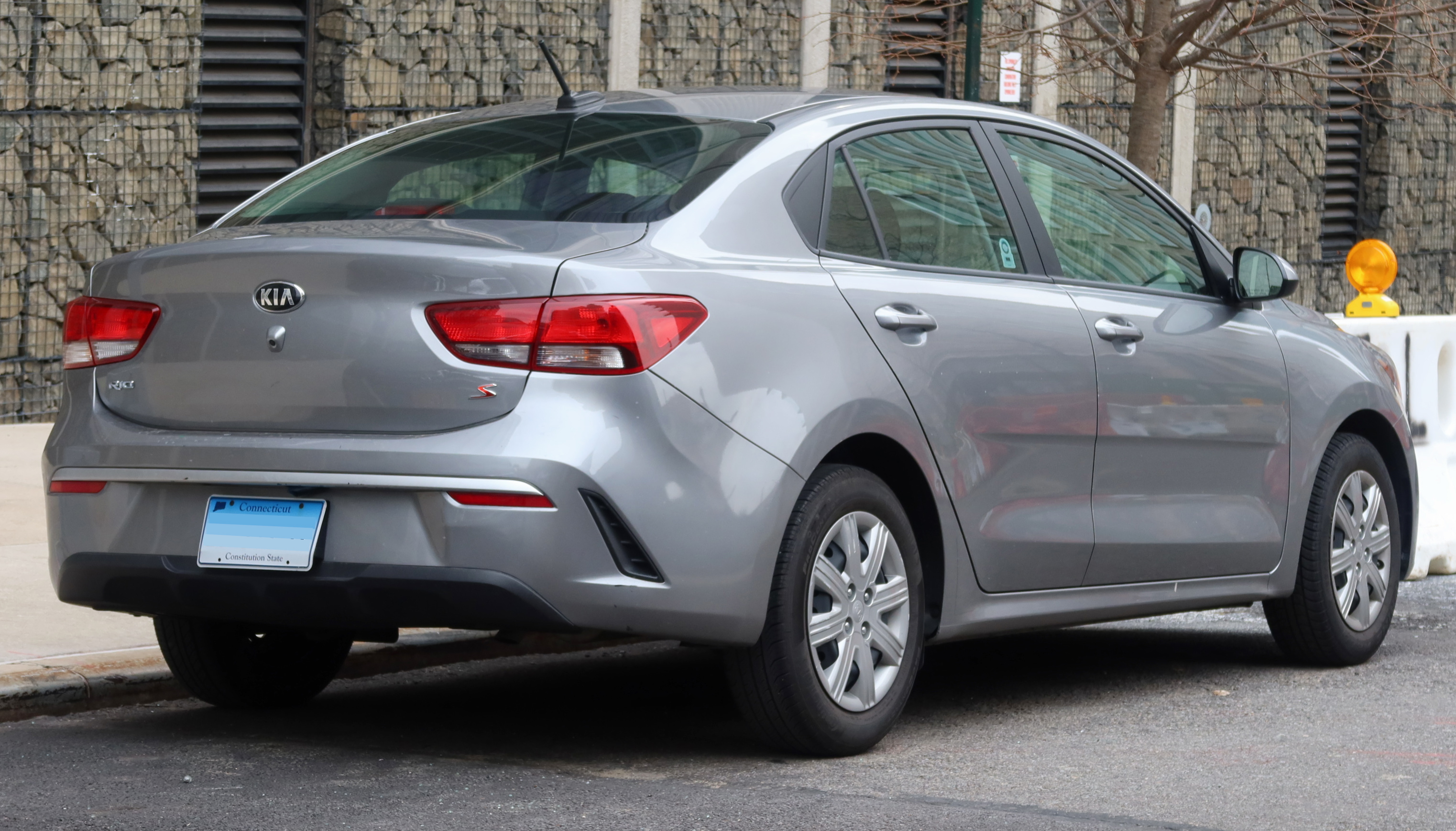
기아 리오 (후기형, 세단) 후측면
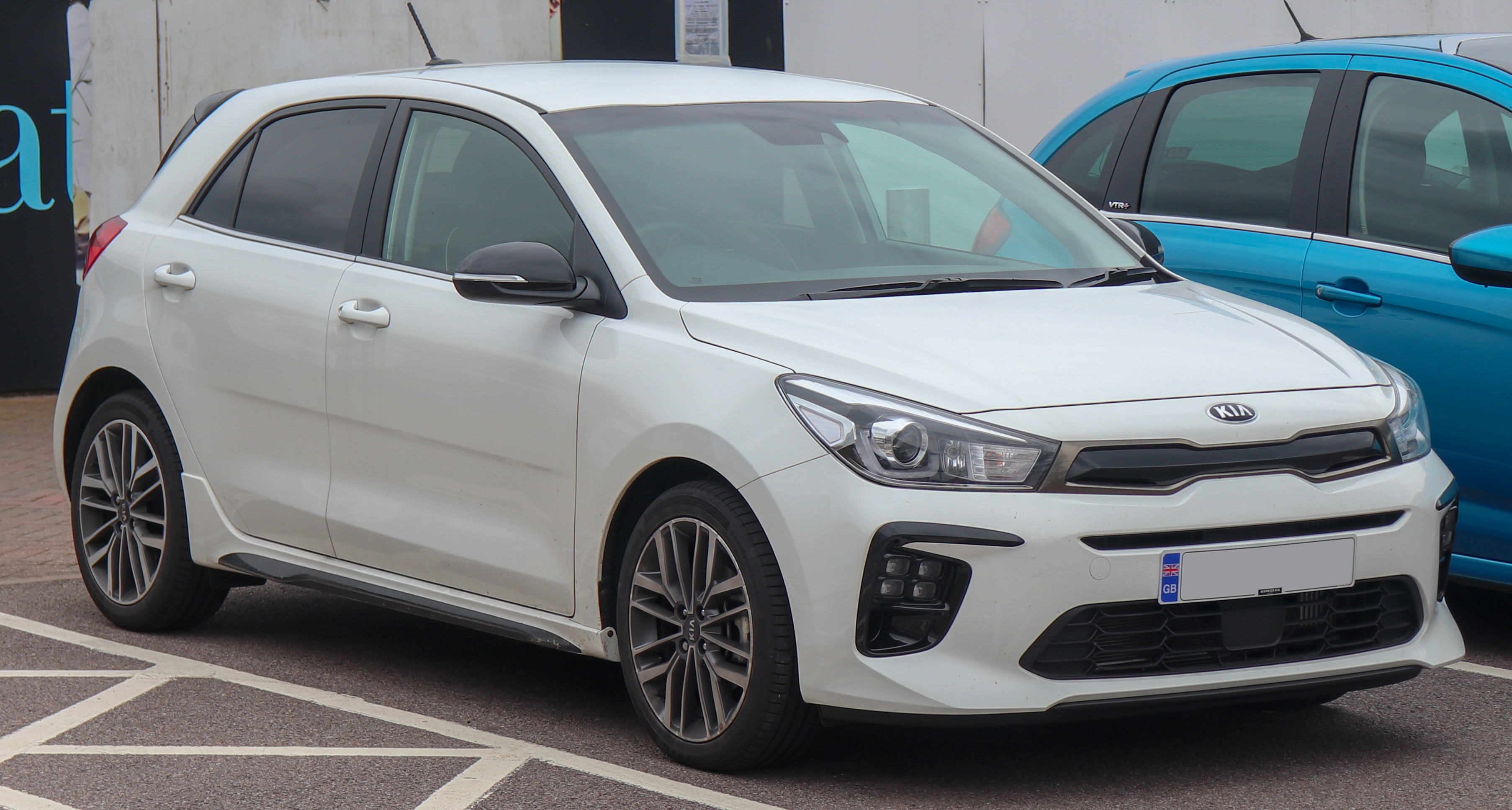
기아 리오 GT-Line 정측면
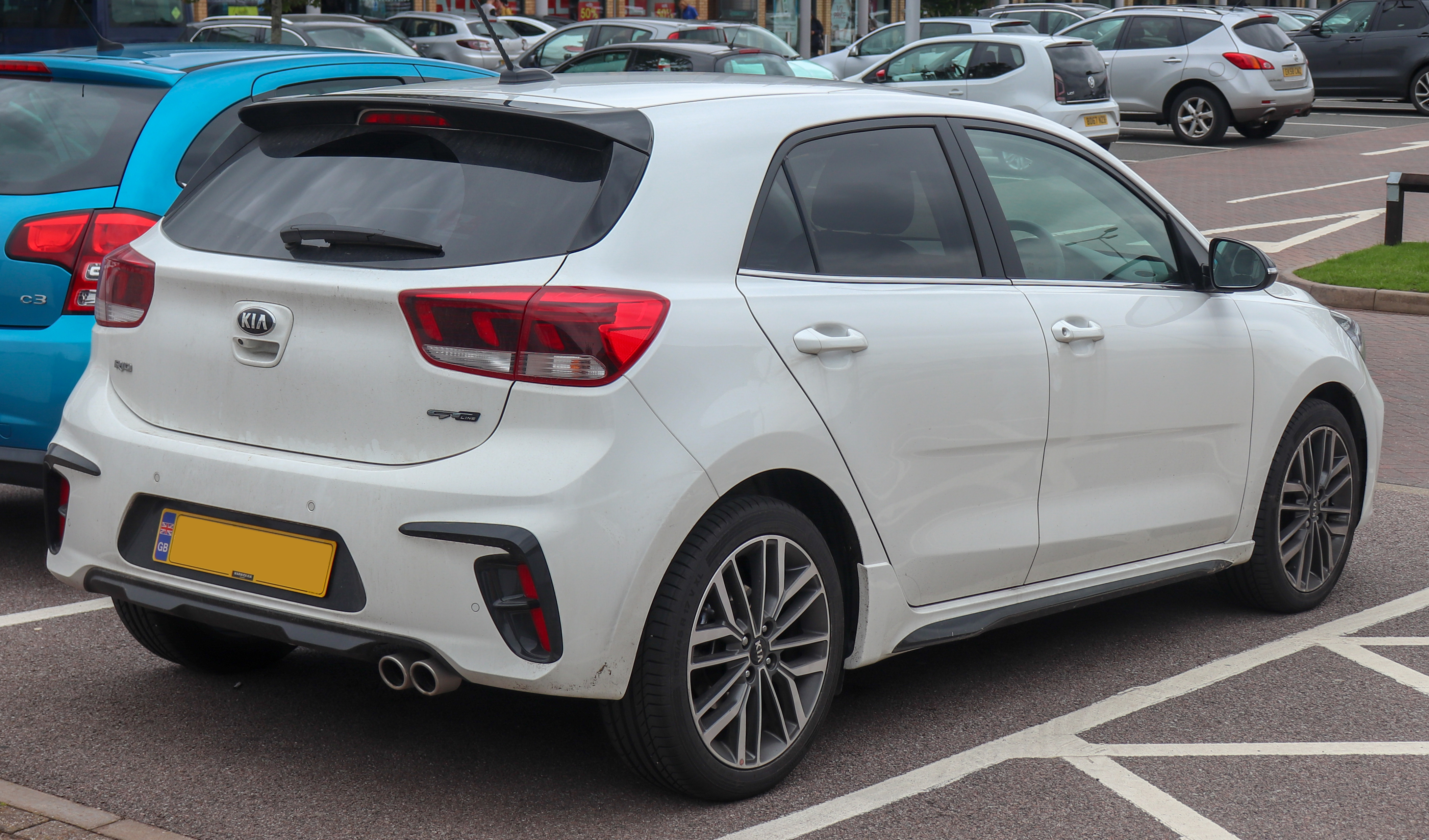
기아 리오 GT-Line 후측면

## 역대 슬로건

### 1세대(BC)
- 새천년, 새강차 (리오)
- 밀레니엄 강차 (리오)
- 개인기가 좋은 차 (리오)
- 소중할수록 (리오 SF)
- 프리미엄 안전세단 (리오 SF)